# Villavicencio de los Caballeros
Villavicencio de los Caballeros è un comune spagnolo di 301 abitanti situato nella comunità autonoma di Castiglia e León.